# Aphelandra colorata
Aphelandra colorata är en akantusväxtart som först beskrevs av José Mariano da Conceição Vellozo och som fick sitt nu gällande namn av Dieter Carl Wasshausen.
Aphelandra colorata ingår i släktet Aphelandra och familjen akantusväxter. Inga underarter finns listade i Catalogue of Life.